# Dolphin Reef

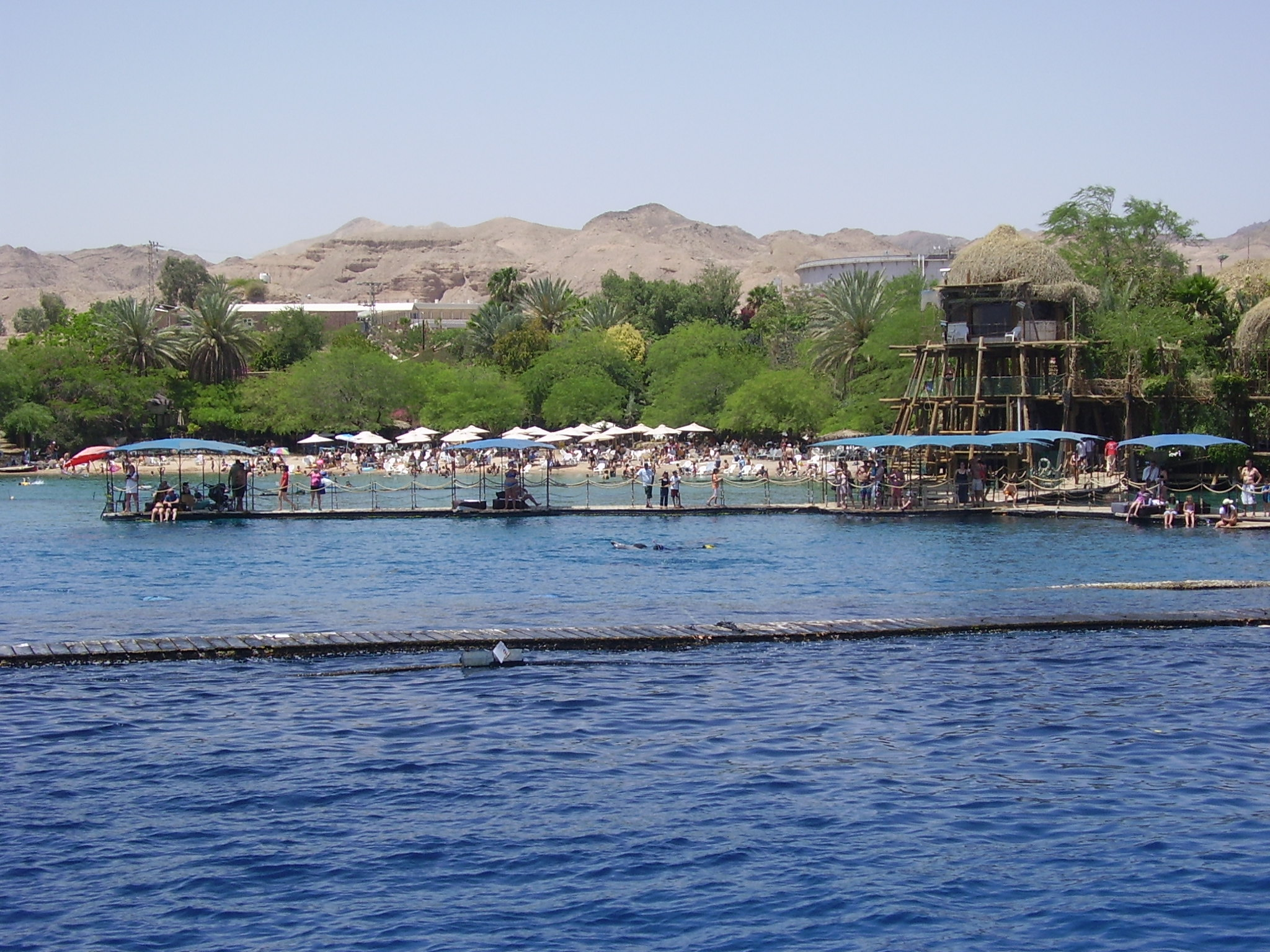
Das Dolphin Reef in Eilat

Das Dolphin Reef ist ein Delfinarium und Teil der Sehenswürdigkeiten der israelischen Stadt Eilat am Roten Meer.
Das Dolphin Reef wurde 1990 gegründet. Es beheimatet zahlreiche Delfine der Gattung Tursiops. Es ist an der hufeisenförmigen Almog Beach Marina gelegen, die Zugang zum offenen Meer hat. Die Delfine identifizieren das Dolphin Reef als ihre Heimat und kommen auch bei Öffnung der Absperrung immer wieder zum Dolphin Reef zurück.
Eines der Highlights sind die gemeinsamen Tauchgänge, bei denen die Delfine freiwillig den Tauchern Gesellschaft leisten, da sie nicht über Futter geködert werden.